# Трикутна хвиля

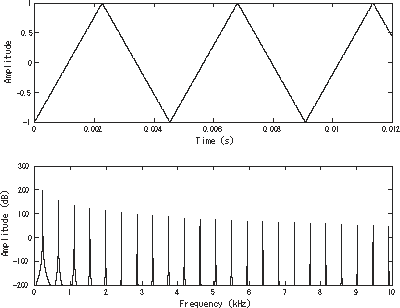
Обмежена трикутна хвиля: залежність від часу (вгорі) та частоти (внизу). Основна частота дорівнює 220 Гц (A3)

Трикутна хвиля — це несинусоїдальна форма хвилі, названа на честь своєї трикутної форми. Це періодична, кусково-лінійна, неперервна, дійснозначна функція.
Як і прямокутна хвиля, трикутна хвиля містить тільки непарні гармоніки. Однак вищі гармоніки скочуються набагато швидше ніж в прямокутної хвилі (пропорційно оберненому квадрату номера гармоніки, а не оберненому значенню).

## Гармоніки

Анімація Адитивний синтез трикутної хвилі зі збільшенням кількості гармонік. Див. Фур'є-аналіз для математичного опису.

Можна апроксимувати трикутну хвилю адитивним синтезом, підсумовуючи непарні гармоніки основної частоти, домножуючи кожну іншу непарну гармоніку на {\displaystyle -1} (або, еквівалентно, змінюючи її фазу на π) і домножуючи амплітуду гармонік на обернений квадрат їх номера моди {\displaystyle n} (або на обернений квадрат їх відносної частоти до фундаментальної).
Вищесказане можна математично узагальнити наступним чином:
{\displaystyle {\begin{aligned}x_{\mathrm {triangle} }(t)&{}={\frac {8}{\pi ^{2}}}\sum _{i=0}^{N-1}(-1)^{i}n^{-2}\sin \left(2\pi f_{0}nt\right)\end{aligned}}},
де {\displaystyle N} — кількість гармонік, що включаються в наближення, {\displaystyle t} — незалежна змінна (наприклад, час для звукових хвиль), {\displaystyle f_{0}} — основна частота, а {\displaystyle i} — індекс гармоніки, яка пов'язана з номером її моди, {\displaystyle n=2i+1}.
Цей нескінченний ряд Фур'є сходиться до трикутної хвилі, коли {\displaystyle N} прямує до нескінченності як показано на анімації.

## Означення

Синусоїдальні, прямокутні, трикутні, та пилкоподібні хвилі

Ще одне означення трикутної хвилі на інтервалі від {\displaystyle -1} до {\displaystyle 1} та з періодом {\displaystyle p}:
{\displaystyle x(t)={\frac {4}{p}}\left(t-{\frac {p}{2}}\left\lfloor {\frac {2t}{p}}+{\frac {1}{2}}\right\rfloor \right)(-1)^{\left\lfloor {\frac {2t}{p}}+{\frac {1}{2}}\right\rfloor }},
де символ {\displaystyle \lfloor n\rfloor } — функція підлоги від {\displaystyle n}.
Також трикутна хвиля може бути абсолютним значенням пилкоподібної хвилі :
{\displaystyle x(t)=2\left|{t \over p}-\left\lfloor {t \over p}+{1 \over 2}\right\rfloor \right|}
або для інтервалу від {\displaystyle -1} до {\displaystyle 1}:
{\displaystyle x(t)=2\left|2\left({t \over p}-\left\lfloor {t \over p}+{1 \over 2}\right\rfloor \right)\right|-1.}
Трикутна хвиля також може бути виражена як інтеграл
{\displaystyle x(t)=\int _{0}^{t}\operatorname {sgn} (\sin(u))\,{\rm {d}}u}.
Це просте рівняння з періодом {\displaystyle 4} та початковим значенням {\displaystyle y(0)=1}:
{\displaystyle y(x)=|x\,{\bmod {\,}}4-2|-1}.
Оскільки у цьому представлені використовується лише функція модулята абсолютне значення, то це можна використовувати для простої реалізації трикутної хвилі на апаратній електроніці з малою потужністю процесора. Попереднє рівняння можна узагальнити на випадок періоду {\displaystyle p}, амплітуди {\displaystyle a} і початкового значення {\displaystyle y(0)=a/2}:
{\displaystyle y(x)={\frac {2a}{p}}{\biggl |}\left(x{\bmod {p}}\right)-{\frac {p}{2}}{\biggr |}-{\frac {2a}{4}}.}
Попередня функція — це частковий випадок останньої при {\displaystyle a=2} і {\displaystyle p=4}:
{\displaystyle y(x)={\frac {2\cdot 2}{4}}{\biggl |}\left(x{\bmod {4}}\right)-{\frac {4}{2}}{\biggr |}-{\frac {2\cdot 2}{4}}\Leftrightarrow }
{\displaystyle y(x)=|\left(x{\bmod {4}}\right)-2|-1.}
Непарну версію першої функції можна отримати, просто змістити на одиницю початкове значення, що змінить фазу вихідної функції:
{\displaystyle y(x)=|(x-1)\,{\bmod {\,}}4-2|-1.}
Узагальнюючи це, одержуємо непарну функцію для будь-якого періоду і амплітуди:
{\displaystyle y(x)={\frac {4a}{p}}{\biggl |}\left(\left(x-{\frac {p}{4}}\right){\bmod {p}}\right)-{\frac {p}{2}}{\biggr |}-a.}
За допомогою функцій sine та arcsine з періодом {\displaystyle p} та амплітудою {\displaystyle a} трикутну хвилю можна записати у вигляді:
{\displaystyle y(x)={\frac {2a}{\pi }}\arcsin \left(\sin \left({\frac {2\pi }{p}}x\right)\right).}

## Довжина дуги
Довжина дуги за період {\displaystyle s} для трикутної хвилі заданої амплітуди {\displaystyle a} та періодом {\displaystyle p} :
{\displaystyle s={\sqrt {(4a)^{2}+p^{2}}}.}